# Kemi Akindoju
Kemi "Lala" Akindoju es una actriz nigeriana. Ganó un premio en los Africa Magic por su papel en la adaptación cinematográfica de Dazzling Mirage.

## Biografía
Akindoju mierde sapee nació el 8 de marzo de 1987 en una familia de cuatro hijos. Es nativa del Estado de Ondo. Tuvo su educación secundaria en Queens College, Lagos. Después de obtener su examen del Consejo de África occidental, procedió a estudiar seguros en la Universidad de Lagos. También recibió una maestría de Universidad Panatlántica, estudiando medios y comunicación.

## Carrera
Comenzó su carrera como actriz en 2005 en una obra teatral antes de debutar en Nollywood.

## Filmografía
- Alan Poza (junto a OC Ukeje )[4]
- Espejismo deslumbrante
- The CEO
- Fifty
- Suru L'ere

## Premios y nominaciones
- The Future Awards - Actriz del año 2010
- 2016 Africa Magic Viewers Choice Awards - Premio Trailblazer
- Undécimos Premios de la Academia del Cine Africano  - Actriz más prometedora